# Toine van Renterghem
Antoine ("Toine") François Mathieu van Renterghem (Goes, 17 april 1885 – Santa Monica, 1 maart 1967) was een Nederlands voetballer die als aanvaller speelde.
Van Renterghem speelde bij Hc & Fc Victoria in Hilversum en tussen 1905 en 1911 speelde hij in totaal 99 wedstrijden voor HBS waarin hij 20 doelpunten maakte. Hij speelde in 1906 en 1907 in totaal drie wedstrijden voor het Nederlands voetbalelftal en maakte deel uit van de selectie voor de Olympische Zomerspelen in 1908 waar hij niet in actie kwam en ook geen bronzen medaille uitgereikt kreeg. In 1902 speelde hij al in het onofficiële Nederlandse team dat tegen Boldklubben 1893 uit Denemarken speelde. Hij was tevens een verdienstelijk tennisser en speelde ook interlands als cricketer.
Van Renterghem was tandarts in Utrecht en Amsterdam en emigreerde in 1953 in navolging van zijn zoon naar de Verenigde Staten. Hij was een zoon van de bekende medicus Albert van Renterghem. Hij huwde in 1911 in Elsene de Belgische Marguerite Warnant, dochter van generaal-majoor Érasme Joseph Warnant. Schrijver en verzetsman Tonny van Renterghem was hun zoon.